# 武藤幸司
武藤 幸司（むとう こうじ、1972年12月6日 - ）は、大阪府枚方市出身の元プロ野球選手（投手）。

## 経歴
枚方市立第三中学校卒業後、長崎県の島原中央高等学校に野球留学。2年生からエースとなった。同校卒業後、社会人野球の西濃運輸に進んだものの3年で退部。藤田宗一は高校、社会人を通じて同期。
その後は社業に専念していたが、高校野球の指導者を目指すべく九州産業大学に入学。福岡六大学野球連盟に所属する野球部に入部すると、3年時の秋には最優秀防御率、4年時の春には最優秀選手、最優秀防御率を獲得、1999年には日米大学野球選手権大会に出場するなど、主戦投手として大活躍。一躍ドラフト候補になる。
しかし当時27歳という年齢からか指名はなく、台湾大聯盟・台中金剛に入団。2年目の2001年には13勝を挙げ、総冠軍途中に帰国し、福岡ダイエーホークスのテストを受けるが不合格。2002年のシーズン途中に台中金剛に再入団し、同年は8勝、防御率2.26で投手成績2位をマークし、総冠軍賽で優秀選手賞を獲得、年間優勝に貢献した。2002年までの3年間で27勝を記録。
2003年、西武ライオンズの打撃投手に採用された。打撃投手以外に査定担当も兼務していたが、2022年限りで打撃投手を引退し、査定担当専任となった。

## 詳細情報

### 背番号
- 15 （2000年 - 2002年）
- 02 （2003年 - 2022年）